# Joachim 1. Nestor af Brandenburg
Joachim 1. Nestor (21. februar 1484 – 11. juli 1535) var kurfyrste af Brandenburg fra 1499 til 1535.

## Ægteskab
Som 16-årig blev han den 5. februar 1500 forlovet i Kiel med den 15-årige Elisabeth af Danmark, datter af Kong Hans af Danmark og Christine af Sachsen. På grund af deres unge alder blev brylluppet først afholdt den 10. april 1502 i Stendal i Brandenburg. Da brylluppet fandt sted midt under kong Hans' krig med Sverige, og mens Dronning Christine var under belejring i Stockholm, blev bruden ført af sin farbror, hertug Frederik af Gottorp (den senere Frederik 1. af Danmark), der samme dag blev gift med kurfyrst Joachims søster Anna.